# Platysympus muranoi
Platysympus muranoi is een zeekommasoort uit de familie van de Lampropidae. De wetenschappelijke naam van de soort is voor het eerst geldig gepubliceerd in 1980 door Gamo.